# Anacithara hervieri
Anacithara hervieri é uma espécie de gastrópode do gênero Anacithara, pertencente a família Horaiclavidae.